# Bahá'u'lláh
Bahá'u'lláh, nato Mīrzā Ḥusain ‛Ali Nūrī ((in arabo  بهاء الله ‎?, Gloria di Dio) in persiano میرزا حسینعلی نوری‎; Teheran, 12 novembre 1817 – Acri, 29 maggio 1892), è stato un profeta e nobile iraniano.
È il fondatore della Fede bahá'í ed è considerato dai Bahá'í una Manifestazione di Dio e autore di una rivelazione che si pone come l'ultima di una lunga catena di Rivelazioni divine che si sono manifestate nel corso dei secoli attraverso gli insegnamenti di Messaggeri come: Krishna, Zoroastro, Buddha, Gesù Cristo, Maometto.
Molti dei princìpi morali delle note Religioni nel corso dei millenni sono stati tradotti in strutture e modelli di comportamento che sono serviti a nobilitare i rapporti umani e a promuovere la vita collettiva dell'umanità. 

## Introduzione
Nella prospettiva bahá’í ciò si avvierà nuovamente e rapidamente quando l'anarchia inerente alle sovranità nazionali e la disunità religiosa verrà superata e quindi sarà tentata e poi raggiunta l'unificazione dell'intera umanità con un ordine internazionale nuovo basato sulla giustizia.
"Giustizia e diritto sono base al tuo trono. Clemenza e fedeltà ti camminano innanzi".
"L’unificazione dell’intera umanità è il contrassegno dello stadio che la società umana sta ora per raggiungere. L’unità familiare, l’unità della tribù, della città-stato e della nazione sono state l’una dopo l’altra tentate e pienamente conseguite. L’unità del mondo è la mèta per la quale questa umanità afflitta sta lottando. Il periodo della fondazione delle nazioni è ormai terminato e sta giungendo al suo culmine l’anarchia inerente alle sovranità nazionali. Questo mondo in crescita verso la maturità deve abbandonare un tale feticcio, riconoscere l’unicità e l’organicità delle relazioni umane e instaurare una volta per sempre il meccanismo che meglio potrà incarnare tale fondamentale principio della sua vita." - Shoghi Effendi, 1936 - 
Baháʼu'lláh descrive gli esseri umani come esseri fondamentalmente spirituali e insegna che lo scopo della religione è quello di legare amorevolmente i cuori nell'unità per promuovere il progresso collettivo dell'umanità. Egli invita gli individui a vivere una vita basata su principi spirituali mediante i quali si possono trovare soluzioni per ogni problema sociale.
L'uomo materialmente ha tutto ciò di cui ha bisogno per risolvere le sue sfide, ciò che manca ancora è una chiara visione di ciò che è adeguato all'umanità, e la maturità spirituale utile nel partecipare progettualmente e concretamente a fare ciò che dev'essere fatto per realizzare l'unità organica all'essenziale bellezza della sua diversità.

Bahá'u'lláh affermò che 
«la Terra è un solo Paese e l'umanità i suoi cittadini» 
e che
«Il benessere dell'umanità, la sua pace e la sua sicurezza saranno irraggiungibili, a meno che e finché la sua unità non sia saldamente stabilita»
Si rivelò come «Colui che Dio renderà manifesto» cioè il promesso dal Babismo e il Messaggero di Dio per la realizzazione delle promesse escatologiche del Cristianesimo, dell'Islam e delle altre Religioni rivelate, «l'educatore tanto atteso» dall'umanità. Bahá'u'lláh a causa del suo messaggio e della sua universale dottrina subì l'imprigionamento e l'esilio da parte dell'Impero persiano e poi altro esilio e imprigionamento da parte delle autorità ottomane e il suo quarantennale confino si concluse ad Acri in Palestina, dove trapassò nel 1892 ed il suo corpo è sepolto, meta di pellegrinaggio dei suoi seguaci, noti come bahá'í che ora risiedono in tutto il mondo e sono milioni. Scrisse numerosi libri, i quali sono considerati sacri dai fedeli; i più basilari dei quali sono il Kitáb-i-Aqdas (Il libro più Santo) e il Kitáb-i-Íqán (Il libro della Certezza).

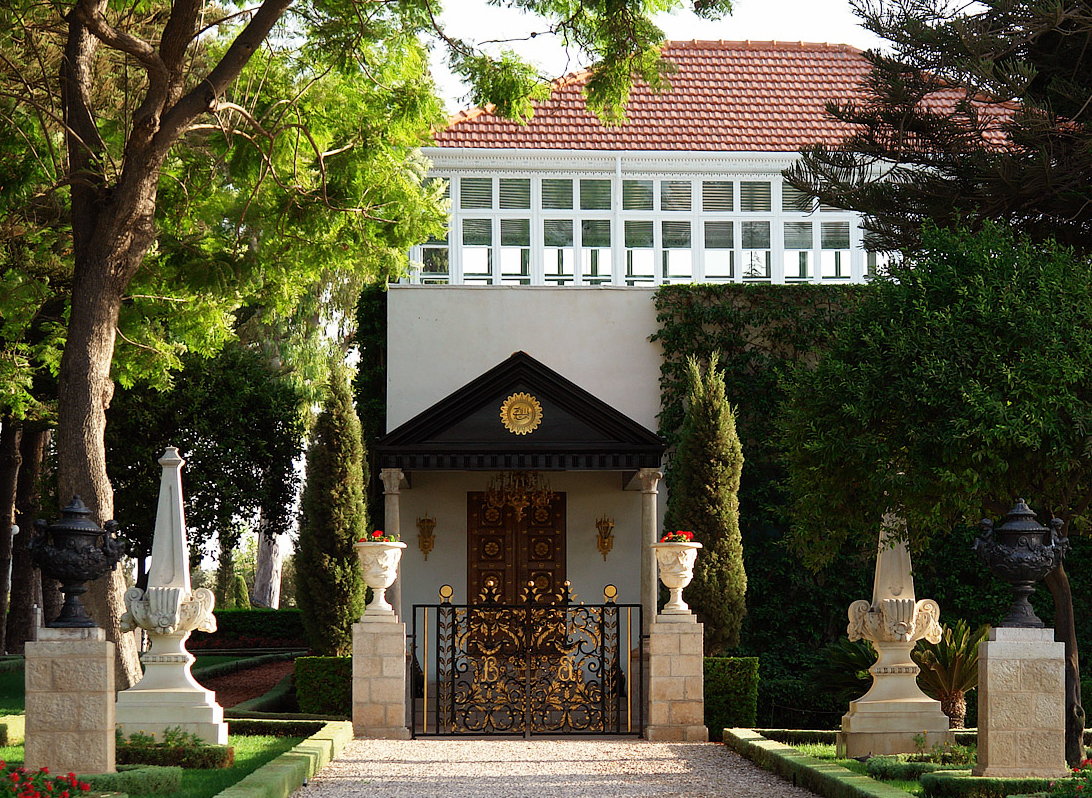
Il mausoleo di Bahá'u'lláh.

I baháʼí considerano Baháʼu'lláh una Manifestazione di Dio, un perfetto intermediario tra le persone e il loro Creatore, simile a Buddha, Gesù e Muhammad. Sin dagli albori dell'umanità, si ritiene che Dio abbia inviato una serie di maestri divini per educare la razza umana in tutti i tempi e in tutte le aree per raggiungere una crescita spirituale, morale, sociale e intellettuale sempre maggiore. L'affermazione di Baháʼu'lláh di essere il più recente in questa serie di profeti inviati da Dio è la base per il diffuso riconoscimento della sua fede come l'unica religione mondiale indipendente emersa nell'era moderna.

## Famiglia
Bahá'u'lláh nacque a Teheran da Mírzá Buzurg, nome con cui era noto Mírzá `Abbás-i-Núrí (in persiano ميرزا عباس نوري‎), noto calligrafo e ministro di corte, membro dell'aristocrazia persiana, e da Khadíjih Khánum. Il padre ricoprì importanti incarichi governativi, ai quali sarebbe stato destinato anche Husain (Bahá'u'lláh) che, tuttavia giunto il suo momento, garbatamente rifiutò.
Bahá'u'lláh ebbe tre mogli:
La prima moglie fu Ásíyih Khánum (آسیه خانم), figlia di un nobile persiano, che sposò a Teheran nel settembre-ottobre 1835.  Dalla loro unione nacquero sette figli, dei quali ricordiamo: ‘Abbás Effendi (1844-1921) che, dopo la morte del padre, prenderà la guida della comunità bahá'í (dal 1892 al 1921) con il titolo di 'Abdu'l-Bahá, «Servo della Gloria»; Bahíyyih Khánum  (1846-1932) e Mírzá Mihdí (1848-1870).
Il secondo matrimonio fu con una cugina Fátimih Khánum. Il matrimonio avvenne a Teheran nel 1849. Dalla loro unione nacquero sei figli, dei quali ricordiamo: Samadíyyih (figlia morta nel 1904-05), Mírzá Muḥammad-`Alí (figlio, 1852-1937), Ḍíyá'u'lláh (figlia, 1864-1898) e Badí'u'lláh (figlio, 1868-1950).
Ed infine il terzo matrimonio fu con Gawhar Khánum a Baghdad poco prima del 1863, prima che rivelasse la propria missione religiosa.
I Bahá'í considerano Bahá'u'lláh con Ásíyih Khánum e i loro figli come sacra famiglia, in quanto loro sostennero e seguirono amorevolmente e costantemente la Fede in Dio insegnata da Bahá'u'lláh.

## Báb
Nel 1844, Siyyid Mírzá `Alí-Muhammad, che prese il titolo di Báb, affermò di essere l'atteso Mahdi dell'Islam. "Il Báb" diede origine a un movimento religioso, il Bábismo, che si diffuse velocemente in tutto l'impero persiano, suscitando la viva e feroce opposizione del clero islamico. Il Báb fu fucilato nel 1850, all'età di trentun anni in una piazza di Tabriz e la comunità religiosa che da lui prese il nome fu quasi interamente sterminata negli anni 1852-1853. Nella maggior parte dei suoi scritti il Báb accennò a Colui che Dio renderà manifesto come al promesso dalle sacre scritture che avrebbe instaurato sulla Terra il regno di Dio e profetizzò la sua rivelazione come imminente. Lo storico A.L.M. Nicolas nella sua introduzione al primo volume del ‘Bayan Persan’ (pp. 3–5) scrive: “Tutti concordano che gli era assolutamente impossibile proclamare e divulgare la sua dottrina fra gli uomini. Doveva agire come il pediatra che, per ammansire i suoi piccoli pazienti, nasconde la medicina amara sotto lo zucchero. … dovette nascondere il proprio pensiero sotto numerosi giri di parole e limitarsi a versare goccia a goccia il filtro delle sue divine verità” il Báb si riferiva a Colui che Dio renderà manifesto come al Promesso dalle sacre scritture che avrebbe instaurato sulla Terra il regno di Dio, preannunziando come imminente la sua rivelazione, e nel suo ‘Kitàb-i-Asmà riguardo a Colui che Dio renderà manifesto, egli stesso scrive, essere già presente: “Se non fosse stato a causa della Sua presenza frammezzo a questa gente, non avremmo né prescritto leggi né decretato proibizioni. È solo a glorificazione della Sua Causa che abbiamo enunciato certe leggi …. Sì che nell’ora della Sua manifestazione possiate conseguire per Suo tramite il beneplacito di Dio …” Vi fu chi disse che l’avvento di tale figura sarebbe stato profetizzato dal Bab fra 1.500-2.000 anni., ma senza alcun supporto testuale.

### Accettazione del Bábismo
Bahá'u'lláh ebbe notizia della missione del Báb attorno ai 27 anni, tramite un contatto di Mullá Husayn, ne accettò la rivelazione e ne divenne uno dei più influenti sostenitori, prodigandosi per la diffusione del movimento specialmente nella sua provincia di origine. Il prestigio che godeva fra la gente della sua provincia natale gli aprì molte porte, e i suoi viaggi per diffondere i principi del Babismo ebbero un buon successo, anche nell'ambiente religioso tradizionale. Bahá'u'lláh, nell'estate del 1848, partecipò alla Conferenza di Badasht nella provincia di Khorasan, dove 81 eminenti seguaci del Báb si incontrarono per 22 giorni tra il 26 giugno e il 17 luglio del 1848. Le figure chiave della conferenza furono Táhirih, Quddús e lo stesso Bahá'u'lláh.
In quel congresso si manifestarono due correnti di pensiero: una voleva come inalterata la legge islamica e quindi mantenere il Babismo nell'Islam, e l'altra che affermava che con l'avvento del Báb iniziava una nuova era religiosa, Bahá'u'lláh e Táhirih presero posizione per questa seconda linea che alla fine risultò vincente. Quando il governo persiano mandò l'esercito contro un gruppo di seguaci del Báb, alla fine del 1848, Bahá'u'lláh cercò di raggiungere i bábi ma fu preso e imprigionato prima che li potesse raggiungere. Negli anni successivi i seguaci del Báb furono massacrati in diverse province della Persia.

## Primo esilio
Al fine di reprimere i disordini che seguirono la fucilazione del Báb, il governo persiano intervenne con diversi provvedimenti. Attraverso degli informatori presenti negli ambienti babí, ritenne che Bahá'u'lláh fosse il vero leader della comunità. Nel giugno 1851 fu chiesto a Bahá'u'lláh di lasciare il paese. Bahá'u'lláh si recò a Karbala in Iraq dove esisteva un piccolo gruppo babí. Nel frattempo il primo ministro Mirza Taghi Khan fu sostituito con Mirza Agha Khan di Nur, concittadino di Bahá'u'lláh. Questi decise di migliorare le relazioni con i babí e per questo pensò di avvalersi di Bahá'u'lláh. Lo richiamò in patria nel marzo 1852 e Bahá'u'lláh terminò così quel suo esilio in Karbala. Tornato a Teheran, fu per diversi mesi ospite del primo ministro, in casa di un fratello di quest’ultimo a Shemiran, vicino a Teheran. Secondo Nabil Zarandi, importante storico bahá'í, in quel luogo Bahá'u'lláh incontrò anche Azim, l’organizzatore del futuro attentato allo Scià e cercò di dissuaderlo dal suo insano progetto.

## L'attentato
Dopo la fucilazione del Báb, nel 1850, alcuni babí, capeggiati da un certo Azim, complottarono di assassinare lo scià Nasser-al-Din Shah, per vendicare l'esecuzione del Báb. Bahá'u'lláh, aveva condannato l'illazione di tale follia, ma inutilmente: il fallito attentato ebbe luogo il 15 agosto 1852.. Gli attentatori furono uccisi e nonostante avessero dichiarato di aver agito da soli si scatenò un pogrom contro l'intera comunità dei seguaci del Báb. Molti tra loro, come ad esempio la poetessa Táhirih, furono uccisi: altri, compreso Bahá'u'lláh, furono imprigionati.
Agli occhi del governo la posizione di Bahá'u'lláh era gravissima dato che Egli era considerato come il leader della comunità babí, ma diverse persone importanti conoscevano o erano parenti di Bahá'u'lláh: il primo ministro era un suo concittadino, il cognato di Bahá'u'lláh (Majid ᾉhani, marito della sorella) era segretario nell'Ambasciata russa in Persia e lo stesso Ambasciatore russo era un conoscente diretto di Bahá'u'lláh. Personaggio quest'ultimo che, perorandone di persona l'innocenza completa, chiese a più riprese la liberazione di Bahá'u'lláh. Nonostante questo lo Scià condannò Bahá'u'lláh a quattro mesi di prigionia nel Siyáh-Chál, al termine dei quali Bahá'u'lláh fu liberato dalla prigione ed esiliato. L'amico Ambasciatore gli offrì asilo politico in Russia, ma Bahá'u'lláh accettò la condanna all'esilio che dapprima si rivelò essere in Iraq, allora sotto il dominio ottomano. Nei primi giorni di aprile del 1853 Bahá'u'lláh e la sua famiglia arrivarono a Baghdad.
Fu a Teheran durante l'imprigionamento nel Siyáh-Chál (letteralmente pozzo nero, una ex cisterna per l'acqua) che Bahá'u'lláh ebbe diverse esperienze mistiche e una visione che gli indicò di essere il Messaggero di Dio la cui venuta era stata profetizzata dal Báb, ma celò tale evento e, solo dal 1863 in poi e molto gradualmente, rese partecipe dapprima la comunità babista e poi il mondo intero di tale avvenimento.

## Baghdad

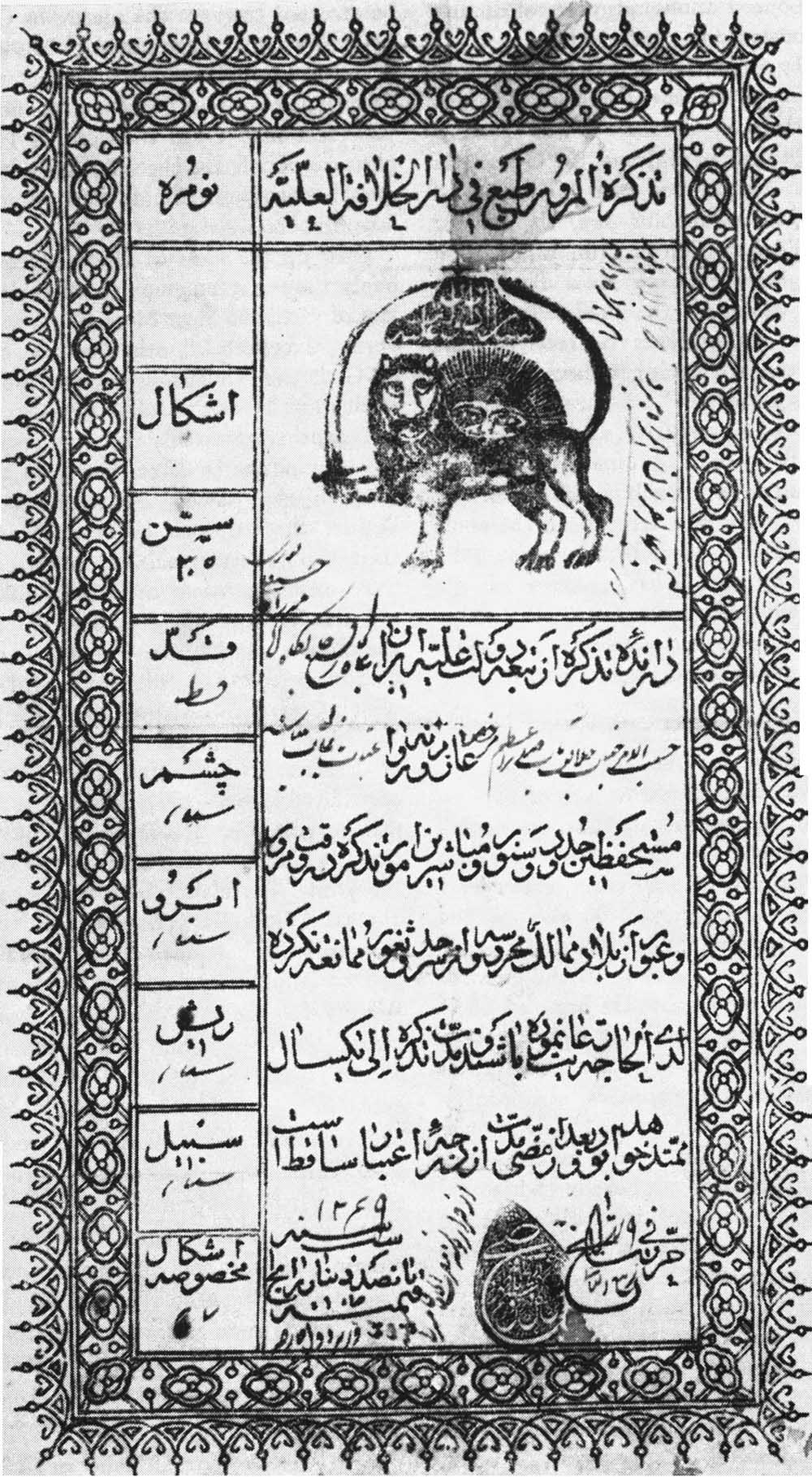
Il passaporto di Bahá'u'lláh, datato gennaio 1853

Il Báb, durante la sua prigionia nella fortezza di Chehriq, qualche tempo dopo il martirio del suo discepolo Quddús, scrisse nel 1849 una lettera intitolata Lawh-i Vasaya, considerata come il suo testamento, col quale nominava Ṣubḥ-i Azal suo successore e guida della comunità babí dopo la sua morte, fino al momento in cui non sarebbe apparso "Colui che Dio renderà manifesto" (man yuẓhiruhu lláh, in arabo: من یظهر الله , e in persiano: مظهر کلّیه الهی ). Ṣubḥ-i Azal era un fratellastro di Bahá'u'lláh.
Ṣubḥ-i-Azal era riuscito a scampare alla sanguinosa repressione dei Babí a Tákur e, sotto mentite spoglie di derviscio, ad arrivare a Bagdad, dove visse nascosto col falso nome di Ḥájí 'Alíy-i lás Furúsh, mantenendo i contatti con la Comunità babí tramite degli emissari chiamati "Testimoni del Bayán". Mentre Ṣubḥ-i Azal era intento a non far notare la sua presenza a Baghdad (come usanza degli shi'iti) nel timore di essere arrestato, Baha'u'llah divenne il chiaro punto di riferimento della comunità. Baha'u'llah come gli altri babí riconobbe Ṣubḥ-i Azal come capo della loro comunità, almeno nei primi tempi, sia nelle sue lettere che pubblicamente.. La pavida assenza di Ṣubḥ-i Azal portò però col tempo i Babí a rivolgersi sempre più a Bahá'u'lláh.
Nel 1852, nella prigione sotterranea di Siyah-Chal ("il buco nero") a Teheran, Baha'u'llah ebbe l'esperienza mistica che lo rese cosciente del fatto d'essere lui stesso "Colui che Dio renderà manifesto", ma fu solamente nell'aprile del 1863 che annunciò la sua missione ad un piccolo gruppo di Babí, una dozzina di giorni prima di lasciare Baghdad in seguito al nuovo esilio a Costantinopoli. La maggioranza dei Babí lo riconobbe come tale e divennero seguaci della nuova Fede da lui fondata, la religione Bahá'í.  Ma Ṣubḥ-i Azal non riconobbe come fondata la sua pretesa, e una piccola parte della comunità dei Babí lo seguì e gli restò fedele. Entrambi i gruppi continuarono comunque ad essere sottoposti all'esilio.

### Kurdistan
In seguito a una crisi interna al movimento babista causata da Ṣubḥ-i Azal, il 10 aprile 1854 Bahá'u'lláh lasciò la sua famiglia alla cura del suo fratello Mirza Musa e si recò con un compagno tra le montagne del Kurdistan, a nordest di Baghdad, vicino alla città di Sulaymaniyah. Più tardi scrisse di aver voluto evitare, con quella partenza, di essere motivo di contrasti o di disgregazione nella comunità babista e che tale ritiro non prevedeva ritorno. Bahá'u'lláh visse da solo per due anni tra le montagne del Kurdistan, alla stregua di un derviscio e divenne conosciuto come Darvish Muhammad-i-Irani.
Durante quel periodo Bahá'u'lláh suscitò l'interesse della gente e dei notabili Sufi del posto che gradualmente ne apprezzarono il sapere e la saggezza, cercandone consiglio. Tra quelle montagne Bahá'u'lláh scrisse le Quattro valli e altre epistole. A Baghdad, nel frattempo, la comunità babista era caduta in confusione e nella disorganizzazione più ampia. Alcuni fedeli e la famiglia di Bahá'u'lláh cercarono quindi Bahá'u'lláh e avendo appreso che tra le montagne del Kurdistan viveva un certo Darvish Muhammad, avendone intuito la sua identità, lo fecero supplicare di tornare a Baghdad. Il 19 marzo 1856, dopo due anni di isolamento volontario in Kurdistan Bahá'u'lláh tornò così a Baghdad.

### Ritorno a Baghdad

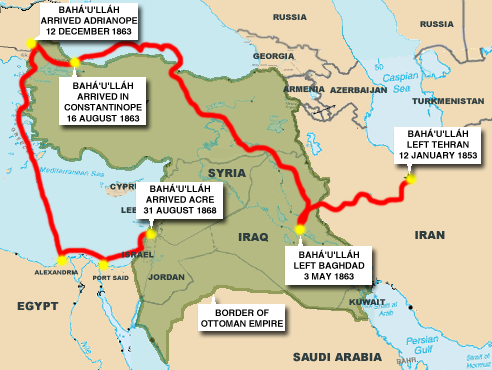
Spostamenti di Bahá'u'lláh' durante l'esilio

Bahá'u'lláh, rientrato da quella lontananza, operò per rivitalizzare la comunità dei fedeli sia tramite della corrispondenza che attraverso i suoi scritti dove illustrava e spiegava il pensiero del Báb. La comunità, le autorità locali, e un numero crescente di fedeli guardò sempre più a lui come al vero leader del movimento religioso del Báb. Crebbero la simpatia nei suoi confronti anche da parte del locale clero sunnita e la sua influenza in città fiorì, ma al contempo aumentò l'apprensione e l'inquietudine del clero e dei rappresentanti del confinante governo persiano.
Bahá'u'lláh rimase a Baghdad per sette anni, dopo il suo ritorno dalle montagne di Sulaymaniyah, e durante tale soggiorno preparò la gente alla sua dichiarazione di essere il Messaggero di Dio lungamente atteso, anche in compimento alla profezia del Báb. A Bagdad Bahá'u'lláh produsse molte scritture toccando i più svariati temi, tra cui varie epistole e altri scritti, come il Libro della Certezza, le Parole Celate e le Gemme dei Misteri Divini. Il governo persiano, informato della sua crescente influenza richiese al governo ottomano l'estradizione di Bahá'u'lláh in Persia, ma il governo ottomano si rifiutò, decidendo invece di spostarlo a Costantinopoli.

### Dichiarazione del Ridván
Il tempo per preparare quest'ulteriore allontanamento da Bagdad a Costantinopoli di Bahá'u'lláh, della sua famiglia e di alcuni fedeli seguaci, fu di dodici giorni, dal 21 aprile al 3 maggio 1863. Nel primo di questi dodici giorni, il 21 aprile 1863, Bahá'u'lláh rivelò ai seguaci presenti la sua missione di Messaggero di Dio.
()
Il giardino dove trascorse quei 12 giorni e in cui avvenne tale rivelazione è noto ai bahá'í come il Giardino di Ridván e riveste per i bahá'í un grande valore simbolico oltre che spirituale. La Dichiarazione nel giardino di Ridván fu l'inizio di una nuova fase per la comunità babista e costituì il punto di partenza della Fede bahá'í come movimento distinto e separato dal Bábismo. La Dichiarazione ed il periodo dei dodici giorni trascorsi da Bahá'u'lláh nel giardino vengono commemorati e celebrati come la festa di Ridván, la Festività più grande della Fede bahá'í.

## Trasferimenti e Prigionia
A Bahá'u'lláh fu dato, dalle autorità ottomane, l'ordine di trasferirsi a Costantinopoli e, sebbene non fosse formalmente prigioniero, tale esilio forzato da Baghdad fu l'inizio di un altro periodo che lo avrebbe visto subire altri esilii e alla fine confinarlo nella colonia penale di Acri, l'attuale San Giovanni d'Acri.

### Costantinopoli
Lo spostamento di Bahá'u'lláh, accompagnato da membri della sua famiglia e da un gruppo di seguaci, da Baghdad a Costantinopoli durò oltre tre mesi, dal 3 maggio al 17 agosto 1863. Durante quel viaggio fu trattato con grande rispetto in ogni città che attraversò e, arrivato a Costantinopoli, fu considerato come ospite del governo, ma non è chiaro il perché le autorità ottomane non consentirono la sua estradizione in Persia preferendo inviarlo nella loro capitale.
Il motivo potrebbe essere stato di natura politica, vista la grande influenza sociale che Bahá'u'lláh aveva assunto, perseguendo in sé il progetto di un mondo nuovo senza alcun cenno di adeguarsi alla linea politica delle autorità ottomane. Dopo più di tre mesi di soggiorno a Costantinopoli gli fu ordinato di spostarsi ad Adrianopoli, sempre a seguito di pressioni dell'ambasciatore persiano e fors'anche al suo mancato allineamento alle usanze governative ottomane.

### Adrianopoli
Nei giorni dal 1º al 12 dicembre 1863 Bahá'u'lláh e la sua famiglia si trasferirono dunque ad Adrianopoli, un trasferimento che, a differenza del precedente da Bagdad a Costantinopoli, ebbe tutte le caratteristiche dell'esilio. Bahá'u'lláh rimase ad Adrianopoli quattro anni e mezzo, assumendo apertamente la leadership della locale comunità babista chiamata pure baha'i.
La crescente autorevolezza di Bahá'u'lláh nella comunità e nella città portò alla definitiva rottura con Mírzá Yahyá. Nel 1865 Mírzá Yahyá complottò, senza successo, per l'uccisione di Bahá'u'lláh, che rispose a tali gravi tentativi consigliando ai credenti' "pazienza, tranquillità e gentilezza"'. Delle testimonianze opposte dicono che furono i Baha'i ad assassinare degli Azali. I Baha'i sostengono che se ciò accadde fu contro l'evidente proibizione di Baha'u'llah, il quale fu interrogato al proposito dalle autorità ottomane e venne rilasciato dopo aver dichiarato la propria innocenza, ma gli Azali non accettarono tale versione dei fatti e sostennero Ṣubḥ-i Azal come da lui narrato a E.G. Browne, o una variante molto simile.
Dopo quegli avvenimenti, nel 1866 Bahá'u'lláh divulgò ampiamente di essere Colui che Dio renderà Manifesto, dandone comunicazione ufficiale e scritta a Mírzá Yahyá e distinguendo per la prima volta molto chiaramente i suoi seguaci come il Popolo di Baha. Dopo l'evidenza di tale ribadito annuncio, Bahá'u'lláh invitò i babisti a scegliere tra lui e Mírzá Yahyá, il quale essendo ancora il leader nominale del movimento babista, vide sfumare definitivamente ogni sua ambizione di leadership essendo chiaramente apparso Colui che Dio renderà Manifesto per iniziare una nuova fede religiosa.
Mírzá Yahyá rispose rivendicando di essere lui il profetizzato dal Báb, ma il suo tentativo risultò largamente impopolare ed ebbe inadeguato seguito, rimase solo con una piccola minoranza. Nel 1867 Mírzà Yahyà sfidò Bahá'u'lláh ad un incontro pubblico in una moschea di Adrianopoli, l'incontro fu allora organizzato per chiarire da quale parte fosse la guida Divina, Bahá'u'lláh accettando la sfida di Mírzá Yahyá si recò nella moschea stabilita, ma Mírzà Yahyà non presentandosi perse ogni sua credibilità. Bahá'u'lláh fu così ben confermato dalla maggioranza della comunità come Colui che Dio renderà Manifesto e i suoi seguaci iniziarono a chiamarsi solo Bahá'í.

### Lettere ai governanti
Durante il suo soggiorno ad Adrianopoli Bahá'u'lláh si dedicò alla proclamazione della sua missione, sia con scritti che tramite suoi inviati. Diede istruzioni ad alcuni suoi seguaci di far conoscere la Sua Rivelazione a quei babisti dell'Iraq e della Persia che non ne avevano avuto ancora notizia e al contempo chiese ai bahá'í di impegnarsi per una maggiore unità. Sempre in questo periodo Bahá'u'lláh proclamò l'avvento della Fede bahá'í anche con lettere a Re e governanti del mondo chiedendo loro di accettare la Sua Rivelazione, rinunciando ad effimeri benefici materiali, lavorando invece per comporre le dispute tra le genti e per migliorare le cose del mondo e dei suoi popoli, riducendo gli armamenti.
La tavola di Bahá'u'lláh alla regina Vittoria la elogiava per il sistema britannico di democrazia parlamentare e la elogiava per aver abolito la tratta degli schiavi: «Siamo stati informati», scrisse, «che avete proibito il commercio di schiavi, sia uomini che donne. Questo veramente, è ciò che Dio ha ingiunto in questa meravigliosa Rivelazione».

### Acri

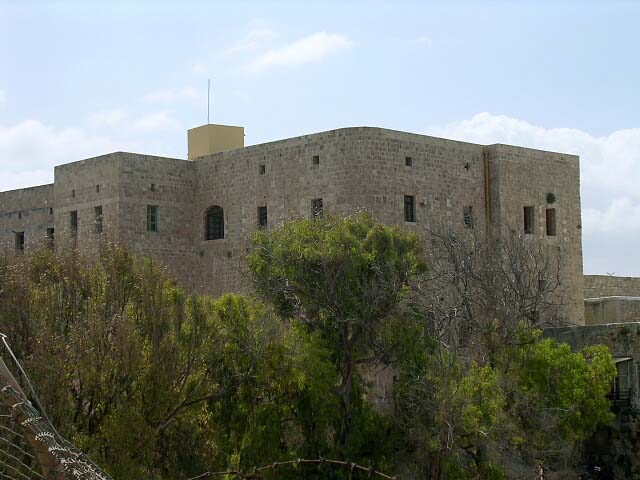
Prigione di Bahá'u'lláh ad Acri

Essendo ormai realmente divisi, i seguaci di Mírzà Yahyà cercarono di screditare Bahá'u'lláh agli occhi delle autorità ottomane, accusandolo di causare agitazioni contro il governo. Vennero effettuate delle indagini, le quali scagionarono Bahá'u'lláh, ma portarono all'attenzione del governo che Bahá'u'lláh e Mírzà Yahyà avevano divergenti rivendicazioni religiose, e, temendo che ciò potesse causare del futuro disordine, decisero di esiliare i due leader, mandando il gruppo con Mírzà Yahyà à Famagosta nell'isola di Cipro, e l'altro gruppo con Bahá'u'lláh nella colonia penitenziaria di San Giovanni d'Acri (ʿAkká) in Palestina. Lasciarono Andrianopoli il 12 d'agosto del 1868, (22º giorno di Rabí'u 'l-Thání 1285 E).
Quando poi Cipro passò sotto il controllo britannico, Ṣubḥ-i Azal venne liberato, ma poiché lui cercava la sua sicurezza rimase a Cipro, libero, e l'Impero britannico continuò a versargli la pensione che gli era stata versata fino ad allora dalla Sublime Porta ottomana come prigioniero di Stato. Durante tutti quegli anni d'esilio, gli Azali vissero tra di loro e sotto stretta sorveglianza, e Ṣubḥ-i Azal non fece mai proseliti poiché non voleva avere problemi col governo. Gli abitanti di Famagosta lo consideravano come un sant'uomo musulmano e sembrava vivere come uno di loro.
Bahá'u'lláh, la sua famiglia e i suoi seguaci, nuovamente trasferiti, lasciarono Adrianopoli il 12 agosto 1868 e dopo un viaggio per terra e per mare, attraverso Gallipoli in Turchia, e l'Egitto, arrivarono ad Acri il 31 agosto e furono confinati in alcune caserme della Cittadella. Agli abitanti di Acri fu detto che i nuovi prigionieri erano nemici dello Stato, di Dio e della religione e che ogni familiarizzazione con loro era rigorosamente vietata. Le condizioni di vita durante il primo anno di reclusione ad Acri furono molto dure e difficili: molti si ammalarono e tre bahá'í morirono.
Col tempo però la gente e i funzionari governativi iniziarono ad apprezzare e a rispettare Bahá'u'lláh e i bahá'í; parimenti le condizioni della prigionia migliorarono, e infine, dopo la morte del sultano `Abdu'l-`Aziz fu anche permesso a Bahá'u'lláh di visitare i dintorni e di lasciare la città. Dal 1877 fino al 1879 Bahá'u'lláh visse nella casa chiamata di Mazra'ih. Da Acri Bahá'u'lláh scrisse diverse altre lettere annunciando la sua missione anche ai leader del mondo inclusi:
- Pio IX
- Napoleone III
- Alessandro II di Russia
- Guglielmo I di Prussia
- Vittoria d'Inghilterra
- Francesco Giuseppe I d'Asburgo
- ‘Abdu’l-‘Azíz
- Nasser al-Din Shah Qajar
- i governanti delle Americhe

## Ultimi anni

### Bahjí

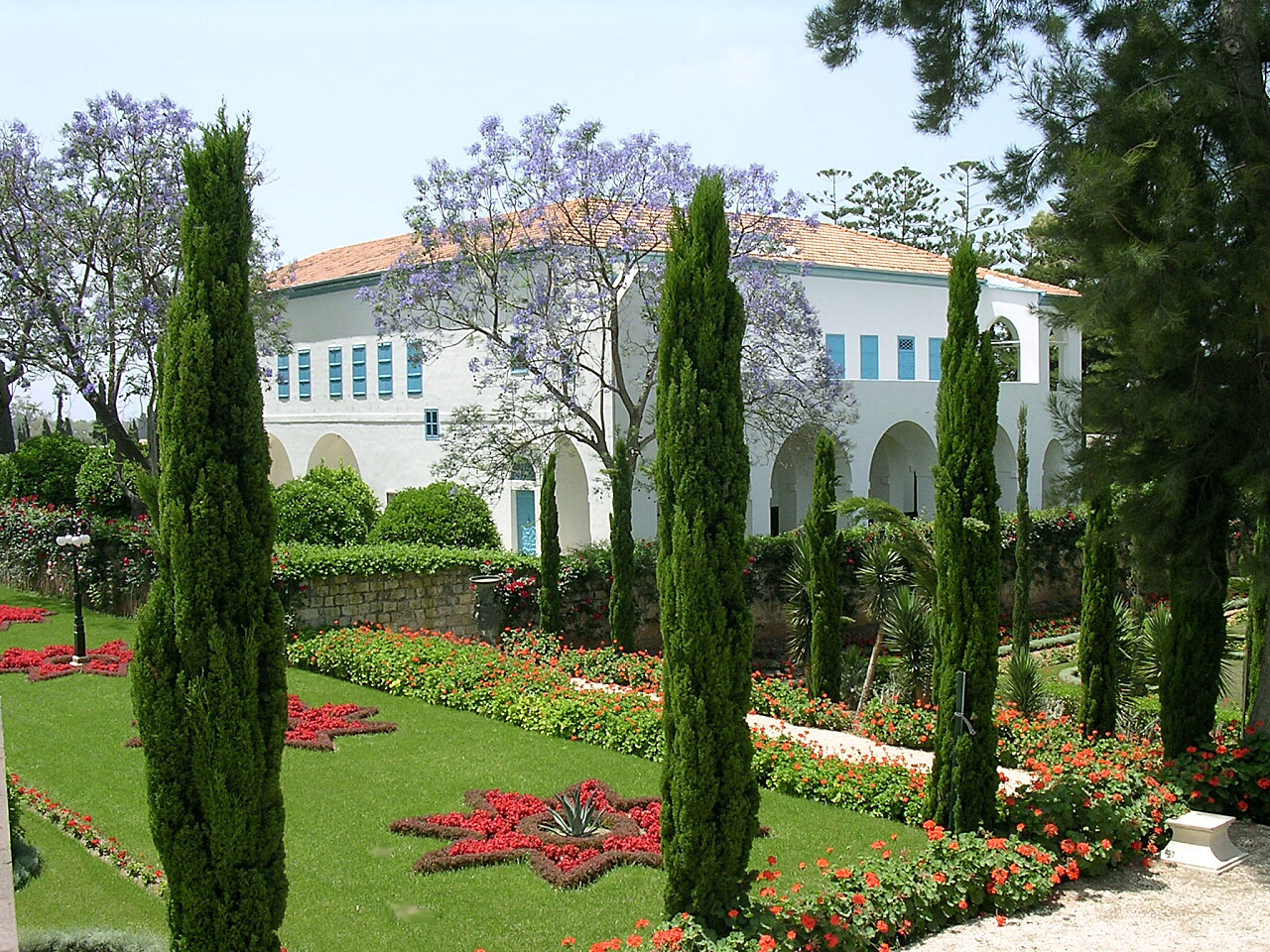
Villa di Bahjí

Bahá'u'lláh trascorse gli ultimi anni della propria vita (1879-1892) nella Villa di Bahjí, appena fuori Acri, pur essendo ancora formalmente un prigioniero dell'Impero ottomano. Durante tale periodo, fu soprattutto il figlio maggiore 'Abdu'l-Bahá che si occupò dell'attività amministrativa e organizzativa della comunità. Bahá'u'lláh rivelò lì diverse opere compreso il Kitáb-i-Aqdas, il libro delle sue leggi, oltre a diversi scritti sulla sua visione di un mondo unito e sulle necessità di un cambiamento etico nella società globale; rivelò anche diverse preghiere. Il 9 maggio 1892 Bahá'u'lláh contrasse una leggera febbre che aumentò nei giorni successivi fino a portarlo al trapasso il 29 maggio. Bahá'u'lláh venne sepolto nel santuario situato vicino alla Villa di Bahjí. Attualmente il santuario di Bahjí rappresenta per i Bahà'í il luogo più sacro e la direzione della preghiera ( Qiblih ) oltre che meta di pellegrinaggio.
Fu a Bahjí, nell'aprile del 1890, che un Professore dell'Università di Cambridge: Edward Granville Browne, visitò Bahá'u'lláh. Ecco parte della narrazione di quello storico incontro: " ... trascorsero un paio di secondi prima che, con un palpito di meraviglia, mi rendessi definitivamente conto che nella stanza v'era qualcuno. Nell'angolo dove il divano incontrava il muro, sedeva una figura meravigliosa e venerabile, coronata da un copricapo di feltro... Mai potrò dimenticare il viso di colui che stavo guardando con intensità, sebbene ora io sia incapace di descriverlo. Quegli occhi penetranti sembravano leggere nell'anima; la fronte assai spaziosa denotava possanza e autorità, mentre le profonde rughe del viso e della fronte dimostravano un'età che il nero corvino dei capelli e della magnifica barba fluente, pareva contraddire. Non v'era certo bisogno di chiedere alla presenza di chi mi trovassi, mentre m'inchinavo dinanzi a colui che è oggetto di devozione e d'amore tali che i re possono invidiare e gl'imperatori sospirare invano! Una voce dignitosa e gentile m'invitò a sedere e indi proseguì: <sia lodato Iddio che tu giungesti! ... Sei venuto a vedere un prigioniero e un esule... Noi desideriamo soltanto il bene del mondo e la felicità delle nazioni, punibile con la cattività e l'esilio... Tutte le nazioni abbraccino la medesima fede e tutti gli uomini divengano fratelli; i legami d'affetto e d'unione fra la progenie umana si rafforzino; le diversità di religione cessino e l'antagonismo di razza svanisca: che male v'è in ciò? Eppure tutto ciò avverrà; le lotte infruttuose, le guerre rovinose svaniranno e si avrà l'avvento della 'più grande pace' ... Non avete bisogno di ciò anche voi in Europa? Non è questo ciò che Cristo predisse? Eppure vediamo i vostri re e governanti sperperare i loro tesori più prodigamente nei mezzi di distruzione della razza umana che in ciò che potrebbe apportare felicità all'umanità stessa. Queste lotte, questo spargimento di sangue e le discordie devono cessare e tutti gli uomini vivere come consanguinei in una sola famiglia ... Che nessuno si glori d'amare il proprio Paese; si glori piuttosto d'amare il genere umano...>" (Browne, A Traveller’s Narrative, XXXVIII-XL)

## La successione
Bahá'u'lláh nel suo testamento, chiamato Kitáb-i-'Ahd: Libro del Patto, nominò il figlio 'Abdu'l-Bahá come successore ed interprete dei suoi scritti:
(Bahá’u’lláh, Kitáb-i-'Ahd)
'Abdu'l-Bahá s'era da sempre dimostrato molto capace e devoto. La nomina di Mírzá Muhammad `Alí come subordinato ad Abdu'l-Bahá nella successione creò gelosia in seno alla famiglia. Mírzá Muhammad `Alí covò del risentimento che sfociò in un'aperta ribellione al fratello. Vi fu quindi un principio di scisma in seno alla comunità, che non ebbe però seguito. I sostenitori dei due fratellastri si rivolsero delle accuse, il gruppo fedele ad Abdu'l-Bahá si definiva sabetin, cioè i saldi (nella fede), mentre l’altro gruppo con il termine naqezin, cioè rinnegati. I sostenitori di Mírzá Muhammad `Alí chiamavano sé stessi movahhedin, cioè monoteisti; mentre l’altro gruppo veniva indicato con il termine moshrekin, cioè politeisti, intendendo con ciò che 'Abdu'l-Bahá si considerasse allo stesso livello del fondatore della Fede. Fu per chiarire tale maldicenza che Abbàs Effendi prese per sé il titolo di ''Abdu'l-Bahá (servo di Bahá) rispondendo così palesemente alle false accuse del fratellastro di considerarsi allo stesso livello del padre. La quasi totalità confermò 'Abdu'l-Bahá come Centro del Patto, successore ed unico interprete autorevole degli scritti di Bahá'u'lláh.
Dopo Bahá'u'lláh e il trapasso di'Abdu'l-Bahá, in base al suo testamento, il successore fu, Shoghi Effendi, chiamato anche Custode della Fede. Dal 1963 il centro del Patto, o Guida mondiale della Comunità baha'i è diventata la Casa Universale di Giustizia, Istituzione preannunziata nel Kitáb-i-'Aqdas, il Libro delle leggi di Bahá’u’lláh, dato alle stampe già nel 1891 a Bombay in India. Solo chi conosca nei particolari la storia della Fede baha'i può aver idea di quale e quanta sofferenza abbiano superato le Figure centrali della Fede baha'i, per preservarne l'unità e la bellezza, consegnando così intatto il timone che guida la Comunità mondiale baha'i alla Casa Universale di Giustizia.

## Insegnamenti
Gli insegnamenti di Bahá’u’lláh trattano temi quali la dinamica e lo scopo della vita umana relata alla Rivelazione divina, la nobiltà potenziale dell’essere umano, lo sviluppo delle qualità spirituali, e vari insegnamenti etici per la società. La Religione, secondo Bahá'u'lláh, si rinnova attraverso le epoche storiche grazie al lavoro di Profeti e Messaggeri, chiamati negli scritti bahá'í anche 'Manifestazioni divine', questo concetto è spiegato negli scritti di Bahá'u'lláh come rivelazione progressiva.
Il tema centrale degli scritti di Bahá'u'lláh è l'unità e la pace universale che vengono intese come “l’obiettivo supremo di tutta l’umanità”.
Shoghi Effendi, pronipote di Bahá'u'lláh, e guida a capo della Fede bahá'í tra il 1921 e 1957, ha riassunto così gli elementi essenziali del suo messaggio:
Bahá’u’lláh afferma che tutti gli esseri umani sono stati creati nobili e hanno capacità o sacri talenti che singolarmente si sviluppano tramite l’educazione e l'istruzione, prima in famiglia, poi scolastica, e in comunione e consultazione col prossimo, esplorando via via la realtà e la verità che discerna ciò che è utile oppure dannoso, scegliendo così il bene dal male. Abdu’l-Bahá’ in un discorso del 15/11/1912 a New York ricorda che Bahá’u’lláh dice che la religione dev’essere conforme alla scienza e alla ragione ed essere fonte d'unità e amicizia nel mondo, altrimenti non è religione.
“Il primo fra i grandi principi che Egli ha rivelato è quello dell’indagine della realtà. Il significato è che ogni singolo membro dell’umanità è esortato e sollecitato ad accantonare le credenze e le tradizioni superstiziose e le cieche imitazioni delle forme ancestrali della religione e a indagare la realtà per conto proprio. Dato che la realtà fondamentale è una sola, indagando la realtà, tutte le religioni e le nazioni del mondo diverranno una sola. L’annuncio di questo principio non si trova in nessuno dei Libri sacri del passato.
Un secondo principio caratteristico degli insegnamenti di Bahá’u’lláh è quello che comanda di riconoscere l’unità del mondo umano. Rivolgendosi a tutta l’umanità, Egli dice: <<Siete tutti foglie di un solo albero>>. Non ci sono differenze o distinzioni di razza fra voi, agli occhi di Dio. No, tutti sono servi di Dio, immersi nell’oceano della Sua unità. Nessun’anima ne è priva. Al contrario, tutti ricevono le munificenze di Dio. Ogni creatura umana ha una porzione dei Suoi doni e una parte del Suo fulgore, Dio è gentile con tutti. Gli esseri umani sono le sue pecorelle ed Egli è il loro vero Pastore. Nessun’altra scrittura contiene un’affermazione così ampia e universale, nessun altro insegnamento proclama questo inequivocabile principio di solidarietà del genere umano. Per quanto riguarda possibili distinzioni, il massimo che Bahá’u’lláh dice è che le condizioni fra gli uomini variano, che alcuni per esempio sono imperfetti. Perciò queste anime devono essere educate per poter essere portate al livello della perfezione. Alcuni sono ammalati e sofferenti e devono essere trattati e curati fino a guarire. Alcuni sono addormentati, devono essere ridestati. Alcuni sono immaturi come bambini, devono essere aiutati a conseguire la maturità. Ma tutti devono essere amati e apprezzati. Il bambino non deve essere detestato, semplicemente perché è un bambino. No, deve invece essere pazientemente educato. Il malato non deve essere evitato e non gli si deve mancare di rispetto, solo perché soffre. No, deve invece essere considerato con simpatia e affetto e trattato finché non guarisca. L’anima che dorme non deve essere guardata con disprezzo, ma ridestata e guidata verso la luce”. 

## Opere
Bahá'u'lláh ha scritto una vasta quantità di testi, di cui solo una parte sono stati tradotti in inglese e conseguentemente in italiano.
Circa 15.000 opere sono attribuite a lui, molte di queste in forma di lettere e tavole a seguaci della sua Fede in Dio. Bahá'u'lláh ha anche scritto più trattati in forma di libro come le Parole Celate, le Sette Valli, il Libro della Certezza e il Kitáb-i-Aqdas.Shoghi Effendi (1897-1957) curò una selezione scelta di alcune tavole di Bahá'u'lláh e di altri suoi scritti che fu pubblicata col titolo di Spigolature dagli scritti di Bahá'u'lláh. Il volume totale dei suoi scritti supera di 70 volte il Corano e 15 volte il Nuovo Testamento e il Vecchio Testamento messi assieme.
I libri e le lettere scritte da Bahá'u'lláh parlano di argomenti di carattere universale, della proclamazione del suo messaggio, di insegnamenti sociali e morali, leggi e pratiche bahá'í come pure molte preghiere e scritti per momenti di devozione e riflessione. Lo storico Jináb-i-Fádil-i-Mázindarání, analizzando gli scritti di Bahá'u'lláh ha affermato che quest'ultimo usava diversi stili di scrittura in arabo e persiano, per trattazioni che includono l'interpretazione di scritture sacre del passato, l'enunciazione di leggi e ordinanze, scritti mistici, scritti sulla governance, lettere a regnanti e governanti, scritti sulla conoscenza, sulla filosofia, sulla medicina, sull'educazione, il buon carattere, le virtù e altri temi sociali. Tutti gli scritti di Bahá'u'lláh, anche quelli redatti prima della proclamazione pubblica del suo messaggio nel 1863, sono considerati da Bahá'u'lláh contenuti della sua rivelazione divina.

## Fotografie e immagini

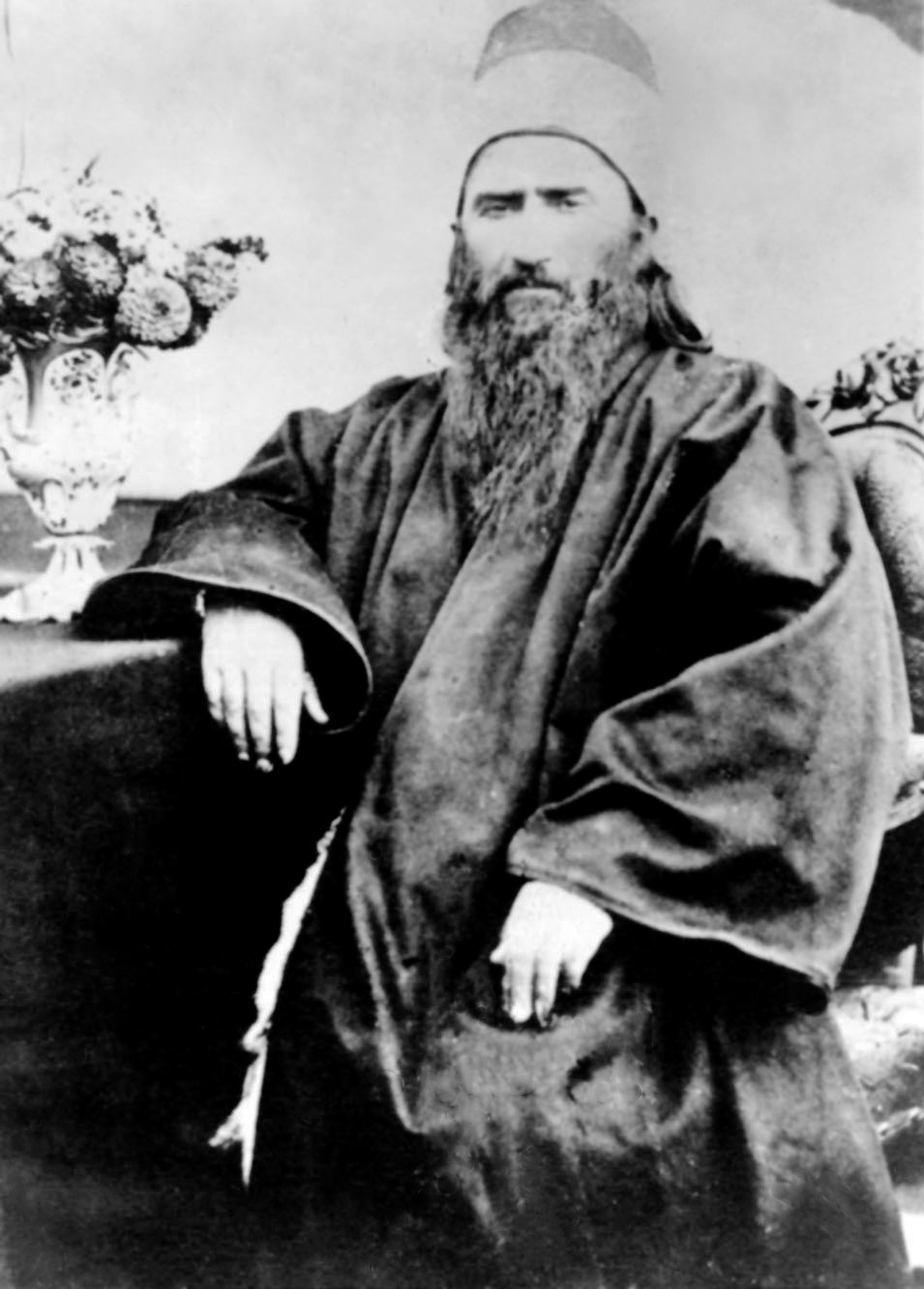
Fotografia di Bahá'u'lláh. La pubblicazione delle immagini di Bahá'u'lláh è ritenuta irrispettosa dai fedeli bahà'i, secondo i quali va messa in risalto la realtà espressa dai suoi insegnamenti come Messaggero Divino e non altro.

Ci sono due note foto di Bahá'u'lláh, entrambe fatte nella stessa occasione nel 1868 durante la sua permanenza a Adrianopoli (oggi Edirne).  Quella in cui guarda alla macchina fotografica fu presa a scopo del rilascio del passaporto e può essere ritrovata nel libro di William Miller sulla Fede bahá'í. Copia di entrambe le foto sono al Centro Mondiale bahá'í e una di queste è esposta negli Archivi Internazionali dove i bahá'í possono vederla nell'ambito di un pellegrinaggio organizzato.  Al di là di specialissime occasioni i bahá'í non desiderano e non approvano siano esposte delle sue foto in pubblico, e tantomeno metterle nelle loro abitazioni. Anche le istituzioni bahá'í non approvano gli usi impropri dell'immagine di Bahá'u'lláh.
L'immagine di Bahá'u'lláh in se stessa non è offensiva per i bahá'í. Tuttavia è richiesto ai bahá'í di trattare l'immagine di ogni Manifestazione di Dio col più grande rispetto. Questa è la ragione per cui evitano di riprodurre anche qualsiasi raffigurazione di Gesù Cristo o di Muhammad, inoltre non rappresentano alcun Messaggero divino nei loro lavori di tipo teatrale o cinematografico. Le copie summenzionate delle foto di Bahá'u'lláh sono quindi mostrate solamente in occasioni di grande importanza come fu per le sei conferenze mondiali che vennero organizzate nell'ottobre del 1967 che commemoravano l'anniversario della scrittura del libro Suriy-i-Mulúk ("la tavola ai re") uno dei più importanti scritti di Bahá'u'lláh.